# Pavučinec
Pavučinec (Cortinarius) je velký a celosvětově rozšířený rod makroskopických lupenotvarých hub z čeledi pavučincovité. V současné době rozlišujeme více než 2000 druhů, z nichž některé jsou považovány za jedlé, některé za nepoživatelné a některé za (smrtelně) jedovaté.

## Taxonomie
Některé taxonomické systémy vydělují z tohoto rodu na vícero menších rodů, vydělován je např. rod kožnatka (Dermocybe), obvykle však jsou však brány pouze jako pomocné skupiny uvnitř rodů a v binomické nomenklatuře se jejich jména neuplatní.

## Pavučince a houbaření
Vzhledem k velkému počtu druhů, které se mezi sebou jen minimálně odlišují, a přítomnosti smrtelně jedovatých druhů mezi nimi, se sběr pavučinců amatérským houbařům zásadně nedoporučuje – se správným určením mají v některých případech bez laboratorního vybavení velké potíže i experti na pavučince. Dále je zde ta okolnost, že rod ještě není zcela prozkoumán – například smrtelně jedovatý pavučinec plyšový byl až do poloviny 20. století považován za jedlý a jako takový byl uváděn i v některých houbařských atlasech. S postupujícím výzkumem i nadále dochází k tomu, že pavučince považované za jedlé jsou shledávány jedovatými, takže je otázka, nakolik lze důvěřovat i dnešním atlasům, byť z těch pro veřejnost byly jedlé pavučince raději preventivně odstraněny, případně byly ponechány jen ty opravdu spolehlivě prozkoumané.
Na českém území roste řada druhů pavučinců, z nichž je vhodné upozornit zejména na již výše zmíněného smrtelně jedovatého pavučince plyšového, který byl sice dlouhou dobu považován za jedlého a takto jej prezentovaly i některé podrobnější atlasy, ale v 50. letech byl usvědčen jako původce několika hromadných otrav a úmrtí v Polsku. Zhruba stejně jedovatý je jemu podobný a na sever od ČR rostoucí pavučinec červenooranžový. Mezi jedlé české pavučince naopak patří např. pavučinec osikový, pavučinec plavooranžový, pavučinec fialový atd.